# Adetomiwa Edun
Babatunde Adetomiwa Stafford Edun, noto semplicemente come Adetomiwa o Tomiwa Edun (Lagos, 4 marzo 1985) è un attore nigeriano.

## Biografia
Adetomiwa Edun è nato a Lagos, in Nigeria, da padre nigeriano e madre britannica di origini ghanesi. Suo padre, Olawale Edun, è un banchiere e politico nigeriano, mentre sua madre, Amy Adwoa, è una bibliotecaria e antropologa britannica. All'età di 11 anni, Edun si è trasferito nel Regno Unito, dove ha frequentato l'Eton College. Successivamente si è laureato in lettere classiche al Christ's College dell'Università di Cambridge, prima di studiare recitazione alla Royal Academy of Dramatic Art.
Dopo gli studi ha iniziato a recitare a teatro e nel 2009 ha interpretato Romeo nel Romeo e Giulietta in scena allo Shakespeare's Globe di Londra per la regia di Dominic Dromgoole, diventando così il secondo attore di colore a interpretare la parte nel teatro del South Bank. Inoltre ha recitato di frequente al National Theatre, in classici rinascimentali e moderni come Macbeth, Il profondo mare azzurro e Translations. È noto al grande pubblico per il ruolo di Sir Elyan in Merlin, interpretato tra il 2010 e il 2012. In campo televisivo è noto anche per i ruoli di Sey Ola in The Hour, Marcus in Bates Motel e Samuel Osei ne Il giovane Wallander. Inoltre ha recitato in diversi film e, in veste di doppiatore, ha prestato la propria voce ad Alex Hunter nei videogiochi Fifa dal 2017 al 2020.

## Filmografia parziale

### Cinema
- Cenerentola (Cinderella), regia di Kenneth Branagh (2015)
- Seven Sisters (What Happened to Monday), regia di Tommy Wirkola (2017)
- Quando le mani si sfiorano (Where Hands Touch), regia di Amma Asante (2018)
- Argylle - La super spia (Argylle), regia di Matthew Vaughn (2024)

### Televisione
- Law & Order: UK - serie TV, episodio 4x3 (2010)
- Merlin - serie TV, 21 episodi (2010-2012)
- The Hour - serie TV, 5 episodi (2011-2012)
- Bates Motel - serie TV, 4 episodi (2015)
- Lucifer - serie TV, episodio 1x1 (2015)
- Legends - serie TV, episodi 2x7 e 2x9 (2015)
- Delitti in Paradiso (Death in Paradise) - serie TV, episodio 5x2 (2016)
- Doctor Who - serie TV, episodio 10x0 (2016)
- Elementary - serie TV, episodio 5x22 (2017)
- A Discovery of Witches - Il manoscritto delle streghe (A Discovery of Witches) - serie TV, episodi 1x1, 1x2 e 1x3 (2018)
- The Capture - serie TV, episodi 1x5 e 1x6 (2018)
- Trying - serie TV, episodi 1x3, 1x6 e 2x6 (2020-2021)
- Il giovane Wallander (Young Wallander) - serie TV, 6 episodi (2022)

## Doppiatori italiani
- Alessandro Campaiola in Seven Sisters
- Simone Crisari in Merlin
- Mirko Mazzanti in Lucifer